# George Lowe (Bergsteiger)

George Lowe (rechts) mit Sir Edmund Hillary (links) und Generalgouverneur Sir Charles Willoughby Norrie am Government House in Wellington am 20. August 1953

Wallace George Lowe, CNZM, OBE (* 15. Januar 1924 in Hastings, Neuseeland; † 20. März 2013 in Ripley, Derbyshire, England) war ein neuseeländischer Bergsteiger, Dokumentarfilmer und Autor.

## Leben
Lowe war Expeditionsmitglied der ersten erfolgreichen Besteigung des Mount Everest im Jahre 1953 zusammen mit Edmund Hillary und Tenzing Norgay. Gemeinsam mit Hillary nahm er auch an der Commonwealth Trans-Antarctic Expedition (1955–1958) teil und war Mitglied der Mannschaft, der die erstmalige Durchquerung des antarktischen Kontinents auf dem Landweg gelang. Ihm zu Ehren ist der Mount Lowe im ostantarktischen Coatsland benannt.
Als Regisseur inszenierte er zwei jeweils oscarnominierte Dokumentationen, außerdem war er von 1943 bis zuletzt 1973 an eineinhalb Dutzend Produktionen als Kameramann beteiligt.

## Filmografie (Auswahl)
- 1953: Die Bezwingung des Everest (The Conquest of the Everest)
- 1958: Quer durch die Antarktis (Antarctic Crossing)

## Veröffentlichungen
- mit Huw Lewis-Jones: The Conquest of Everest: Original Photographs from the Legendary First Ascent. Thames & Hudson, London 2013, ISBN 978-0500544235.